# Wybrzeże Gdańsk (piłka ręczna)
Wybrzeże Gdańsk – polski męski klub piłki ręcznej, powstały w 1951 w Gdańsku jako sekcja tamtejszej Gwardii (przekształconej w 1957 w GKS Wybrzeże). W 2003 zespół szczypiornistów przekazano do AZS-AWFiS Gdańsk. Klub reaktywowano w 2010 jako niezależne stowarzyszenie; w latach 2011–2012 nosił on nazwę Spójnia Wybrzeże Gdańsk. Dziesięciokrotny mistrz Polski i dwukrotny finalista Pucharu Europy (1986 i 1987). Występuje w Superlidze.

## Historia
Istniejące w latach 1951–2003 Wybrzeże Gdańsk dziesięć razy zostało mistrzem Polski. Pierwszy tytuł wywalczyło w sezonie 1965/1966, w którym odniosło 17 zwycięstw, zanotowało dwa remisy i poniosło trzy porażki. Decydujący o tytule mecz ze Śląskiem Wrocław wygrało trzema bramkami (19:16). Najskuteczniejszym zawodnikiem Wybrzeża w tamtym sezonie był Robert Zawada, który rzucił 166 bramek i zajął 2. miejsce w klasyfikacji najlepszych strzelców ligi. Ostatni tytuł mistrza Polski gdański klub wywalczył w sezonie 2000/2001, kiedy odniósł 25 zwycięstw w 32 spotkaniach. Drugi w tabeli Orlen Płock wyprzedził o dwa punkty, dzięki wyjazdowej wygranej z tym zespołem w ostatniej kolejce (23:22; do przerwy Wybrzeże przegrywało 8:11). W drużynie Wybrzeża występowali wówczas m.in. Patryk Kuchczyński, Rafał Kuptel, Marcin Lijewski, Damian Moszczyński, Dawid Nilsson, Marcin Pilch, Artur Siódmiak, Sebastian Suchowicz, Bartosz Walasek i Damian Wleklak (najlepszy strzelec Wybrzeża w tamtym sezonie – zdobył 145 goli). Po raz ostatni Wybrzeże wystąpiło w rozgrywkach ligowych w sezonie 2002/2003; w swoim ostatnim meczu pokonało we własnej hali Anilanę Łódź (38:15). W 2003 zespół piłki ręcznej został przeniesiony do AZS-AWFiS Gdańsk.
Wybrzeże Gdańsk występowało również w rozgrywkach międzynarodowych. W Pucharze Europy zadebiutowało w sezonie 1966/1967, przegrywając w dwumeczu z rumuńskim Dinamem Bukareszt (13:23, 14:16). W latach 80. gdański klub dwukrotnie dotarł do finału Pucharu Europy. W sezonie 1985/1986 pokonał w półfinale Atlético Madryt (25:21, 21:21), natomiast w rywalizacji finałowej uległ jugosłowiańskiej Metaloplastice (29:24, 23:30), choć zwyciężył w pierwszym meczu pięcioma bramkami. W sezonie 1986/1987 Wybrzeże zostało pokonane w finale przez radziecki SKA Mińsk (24:32, 25:30). Szczypiorniści gdańskiego klubu dwukrotnie uczestniczyli też w Lidze Mistrzów. W sezonie 2000/2001 trafili do grupy B, w której przegrali wszystkie sześć meczów (ich rywalami były m.in. FC Barcelona i Montpellier HB). W sezonie 2001/2002 Wybrzeże odpadło z LM w drugiej rundzie eliminacji, przegrywając z CSKA Moskwa.
Klub został reaktywowany w 2010. Przystąpił wówczas do rozgrywek II ligi, w których nie przegrał żadnego meczu, awansując do I ligi. W 2011 Wybrzeże porozumiało się z władzami Akademii Wychowania Fizycznego i Sportu im. Jędrzeja Śniadeckiego w Gdańsku, które udostępniły mu swoją halę do odbywania treningów i rozgrywania meczów. Również w 2011 zmieniono nazwę klubu na Spójnia Wybrzeże Gdańsk, aby podkreślić, że do reaktywacji zespołu przyczyniły się także osoby ze środowiska nieistniejącej Spójni Gdańsk. Zmiana ta spotkała się protestem kibiców. Wobec utworzenia w Gdyni klubu o nazwie Spójnia, zarząd Spójni Wybrzeża podjął latem 2012 decyzję o powrocie do nazwy Wybrzeże Gdańsk. W pierwszoligowym sezonie 2012/2013 szczypiorniści gdańskiej drużyny wygrali 21 z 24 meczów, co spowodowało, że zajęli 2. miejsce w tabeli i przystąpili do gry w pierwszej rundzie baraży o awans do Superligi – zostali w niej pokonani przez Nielbę Wągrowiec (21:23, 23:22).
W sezonie 2013/2014, odnosząc 24 zwycięstwa w 26 meczach, Wybrzeże Gdańsk wygrało rozgrywki I ligi i awansowało do najwyższej klasy rozgrywkowej. W rundzie zasadniczej Superligi sezonu 2014/2015 gdańscy szczypiorniści wygrali cztery z 22 spotkań, co spowodowało, że znaleźli się w strefie spadkowej. W rywalizacji o miejsca 9–12 odnieśli trzy zwycięstwa i zanotowali trzy porażki. Spadli tym samym z 10. na 11. pozycję, oznaczającą degradację do I ligi. W sezonie 2015/2016 Wybrzeże zajęło w niej 3. miejsce. Otrzymało jednak zaproszenie do nowo utworzonej ligi zawodowej i dzięki dzikiej karcie trafiło ponownie do Superligi. W rundzie zasadniczej sezonu 2016/2017 odniosło 13 zwycięstw i zanotowało 13 porażek, zajmując w grupie granatowej 3. miejsce, a w tabeli zbiorczej 7. pozycję. W ćwierćfinale play-off zostało pokonane przez Azoty-Puławy (24:27; 21:28), trafiając następnie do grupy Selecet, w której wygrało dwa mecze i jeden przegrało, kończąc rozgrywki na 6. miejscu. Najlepszym strzelcem Wybrzeża w sezonie 2016/2017 był Łukasz Rogulski (123 bramki), który otrzymał nominację do tytułu najlepszego obrotowego ligi. Ponadto Paweł Niewrzawa został nominowany do nagrody dla najlepszego środkowego rozgrywającego, a Damian Wleklak do nagrody dla najlepszego trenera Superligi.
W sezonie 2017/2018 Wybrzeże wygrało 13 meczów, a 17 przegrało. Z dorobkiem 44 punktów uplasowało się na 5. miejscu w grupie pomarańczowej i 10. w tabeli zbiorczej. Przystąpiło następnie do rywalizacji o dziką kartę do fazy play-off. W rozegranym 21 kwietnia i 24 kwietnia 2018 dwumeczu pokonało MMTS Kwidzyn (30:23; 25:30), awansując do 1/4 finału. W ćwierćfinale, którego spotkania odbyły się w pierwszej połowie maja 2018, przegrało z Wisłą Płock (25:36; 32:37), odpadając z dalszej rywalizacji. W sezonie 2017/2018 najlepszym strzelcem Wybrzeża był Łukasz Rogulski, który zdobył 150 goli, a ponadto uzyskał nominację do nagrody dla najlepszego obrotowego Superligi. Pod koniec sierpnia 2018 sponsorem tytularnym klubu została spółka Energa. W rundzie zasadniczej sezonu 2018/2019 Wybrzeże wygrało 9 meczów, a 17 przegrało. Z dorobkiem 29 punktów uplasowało się na 9. miejscu w tabeli, oznaczającym grę w fazie spadkowej. W rywalizacji o utrzymanie gdańszczanie odnieśli pięć zwycięstw i ponieśli pięć porażek, co wystarczyło do utrzymania się w lidze. Najlepszym strzelcem Wybrzeża był Adrian Kondratiuk, który zdobył 193 gole i otrzymał nominację do nagród dla najlepszego zawodnika i najlepszego środkowego rozgrywającego Superligi. Indywidualnie wyróżniono również Pawła Salacza (90 goli), który został nominowany do nagrody dla najlepszego obrotowego sezonu.

## Sukcesy
- Mistrzostwa Polski:
  - 1. miejsce: 1966, 1984, 1985, 1986, 1987, 1988, 1991, 1992, 2000, 2001
  - 2. miejsce: 1956, 1959, 1960, 1967, 1968, 1981, 1982, 1983, 1989, 1990
  - 3. miejsce: 1958, 1965, 1969[1]

- Puchar Polski:
  - 2. miejsce: 2x 1960, 1978,

- Puchar Europy:
  - 2. miejsce: 1986, 1987

## Trenerzy
- Leon Wallerand (1951–1957)[24]
- Tadeusz Breguła (1957–1961)[25]
- Jan Wadych (1961–1963)[26]
- Leon Wallerand (1963–?)[26]
- Aleksander Stankiewicz (lata 70.)[27]
- Leon Wallerand (lata 70.)[27]
- Leszek Hoft (lata 70.)[27]
- Józef Zawadzki (1979–1982)[28]
- Zdzisław Czoska (1982–1987)[29]
- Eugeniusz Reichel (1987/1988)[30]
- Piotr Rembieliński (1988/1989)[31]
- Wiesław Predehl (1989–1992)[32]
- Zdzisław Czoska (1992–1994)[33]
- Bronisław Olejniczak (1994–1995)[34][35]
- Daniel Waszkiewicz (1996–2003)[36][37]
- Marek Mońko (2010–2011)[38]
- Daniel Waszkiewicz i Damian Wleklak (2011–2015)[39][40]
- Damian Wleklak (2015–2017)[41]
- Marcin Lijewski (2017–2019)[42]
- Thomas Szwed-Ørneborg (2019)[43]
- Krzysztof Kisiel (2020–2021)[44]
- Mariusz Jurkiewicz (2021–2023)[45] i Jakub Bonisławski (2022–2023) [duet trenerski]
- Patryk Rombel (2023–)[46]

## Drużyna

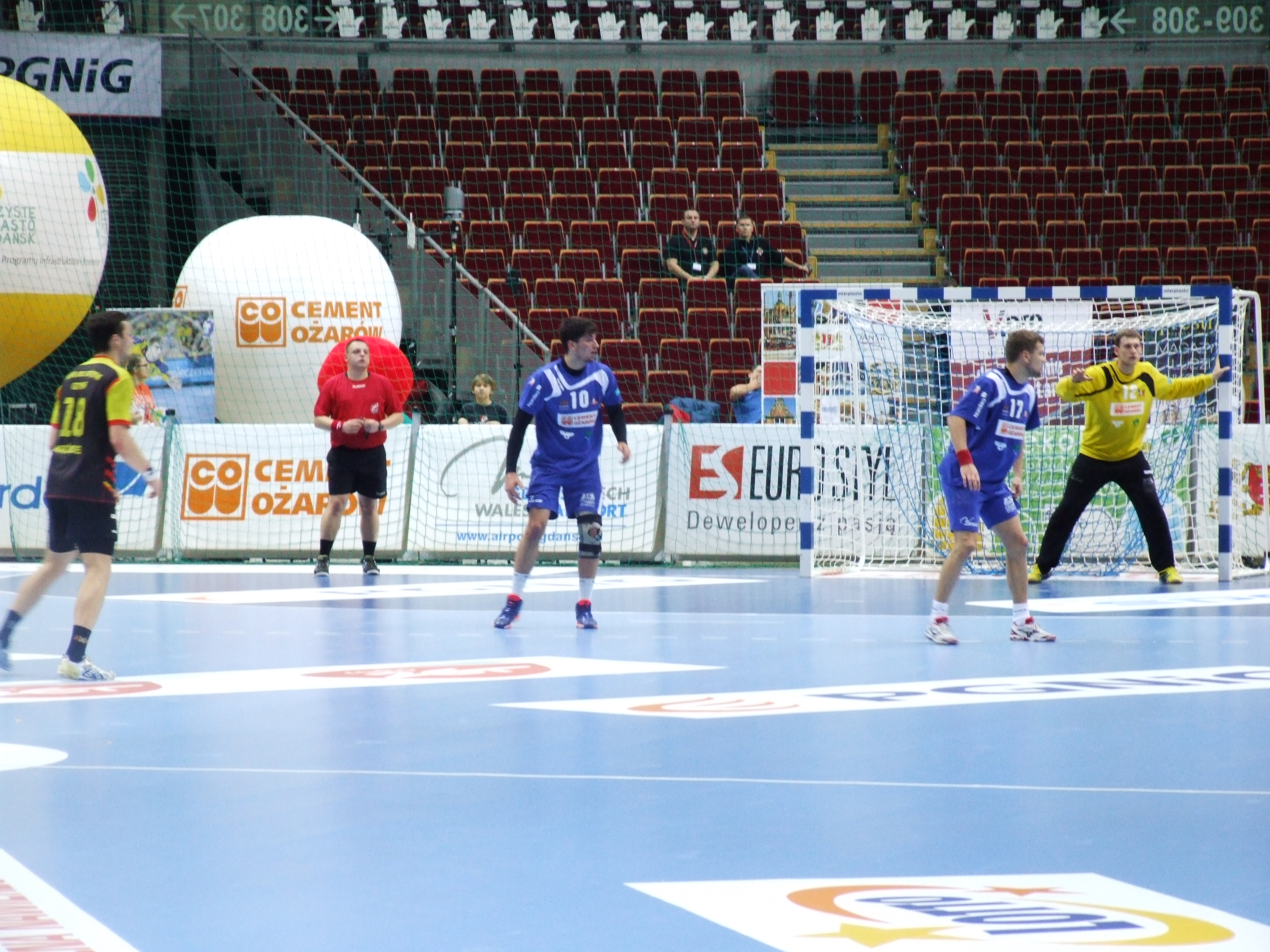
Wybrzeże Gdańsk – Spójnia Gdynia, I liga, 15 grudnia 2013

Kadra w sezonie 2019/2020
| Nr                                                       | Zawodnik              | Pozycja      | Data ur.   | Wzrost |
| -------------------------------------------------------- | --------------------- | ------------ | ---------- | ------ |
| 1                                                        | Paweł Kiepulski       | bramkarz     | 07.01.1987 | 194    |
| 4                                                        | Maciej Gauden         | obrotowy     | 11.12.1998 | 196    |
| 5                                                        | Ramon Oliveira        | rozgrywający | 01.05.1993 | 186    |
| 6                                                        | Artur Sadowski        | rozgrywający | 15.07.1991 | 180    |
| 7                                                        | Patryk Pieczonka      | rozgrywający | 11.06.2000 | 198    |
| 8                                                        | Krzysztof Gądek       | rozgrywający | 16.09.1998 | 190    |
| 9                                                        | Michał Frańczak       | skrzydłowy   | 21.10.1999 | 193    |
| 12                                                       | Artur Chmieliński     | bramkarz     | 09.12.1992 | 190    |
| 14                                                       | Michał Bednarek       | rozgrywający | 30.05.1988 | 196    |
| 16                                                       | Przemysław Witkowski  | bramkarz     | 10.02.1993 | 187    |
| 17                                                       | Jacek Sulej           | rozgrywający | 05.12.1986 | 187    |
| 20                                                       | Wojciech Prymlewicz   | skrzydłowy   | 25.07.1994 | 181    |
| 21                                                       | Piotr Papaj           | skrzydłowy   | 19.08.1992 | 178    |
| 24                                                       | Krzysztof Komarzewski | skrzydłowy   | 18.09.1998 | 190    |
| 29                                                       | Mateusz Wróbel        | rozgrywający | 07.03.1993 | 193    |
| 33                                                       | Paweł Salacz          | obrotowy     | 07.07.1997 | 207    |
| 35                                                       | Paweł Maliński        | obrotowy     | 05.04.1999 | 188    |
| 44                                                       | Kamil Adamczyk        | rozgrywający | 07.05.1998 | 196    |
| 68                                                       | Ksawery Gajek         | rozgrywający | 07.06.1997 | 195    |
| 75                                                       | Kelian Janikowski     | obrotowy     | 10.05.1996 | 190    |
| 77                                                       | Damian Didyk          | rozgrywający | 07.03.1998 | 188    |
| Źródło: Zespół. wybrzeze-gdansk.pl. [dostęp 2019-08-30]. |                       |              |            |        |

### Transfery
Transfery w sezonie 2019/2020
| Przybyli - Damian Didyk (SPR Żukowo) - Paweł Kiepulski (UMF Selfoss) - Paweł Maliński (Sambor Tczew) - Patryk Pieczonka (SPR Żukowo) - Artur Sadowski (Mazur Sierpc) | Odeszli - Adrian Kondratiuk (Górnik Zabrze) |